# Dimitrios Chondrokoukis
Dimitrios Chondrokoukis (in greco Δημήτρης Χονδροκούκης?; Amarousio, 26 gennaio 1988) è un altista greco naturalizzato cipriota, campione mondiale indoor a Istanbul 2012.

## Palmarès
| Anno                           | Manifestazione    | Sede           | Evento        | Risultato | Prestazione | Note                          |
| ------------------------------ | ----------------- | -------------- | ------------- | --------- | ----------- | ----------------------------- |
| In rappresentanza della Grecia |                   |                |               |           |             |                               |
| 2006                           | Mondiali juniores | Pechino        | Salto in alto | 6º        | 2,19 m      |                               |
| 2007                           | Europei juniores  | Hengelo        | Salto in alto | 4º        | 2,21 m      |                               |
| 2007                           | Universiadi       | Bangkok        | Salto in alto | 14º       | 2,15 m      |                               |
| 2009                           | Europei under 23  | Kaunas         | Salto in alto | 12º       | 2,14 m      |                               |
| 2011                           | Europei indoor    | Parigi         | Salto in alto | 5º        | 2,29 m      | Miglior prestazione personale |
| 2011                           | Mondiali          | Taegu          | Salto in alto | 5º        | 2,32 m      | Miglior prestazione personale |
| 2012                           | Mondiali indoor   | Istanbul       | Salto in alto | Oro       | 2,29 m      | Miglior prestazione personale |
| In rappresentanza di Cipro     |                   |                |               |           |             |                               |
| 2015                           | Europei indoor    | Praga          | Salto in alto | 19º (q)   | 2,19 m      |                               |
| 2015                           | Mondiali          | Pechino        | Salto in alto | 11º       | 2,25 m      |                               |
| 2016                           | Europei           | Amsterdam      | Salto in alto | 7º        | 2,24 m      |                               |
| 2016                           | Giochi olimpici   | Rio de Janeiro | Salto in alto | 12º       | 2,25 m      |                               |